# Cytheropteron squirei
Cytheropteron squirei är en kräftdjursart som beskrevs av Brouwers 1994. Cytheropteron squirei ingår i släktet Cytheropteron och familjen Cytheruridae. Inga underarter finns listade i Catalogue of Life.